# Russells Point
Russells Point is een plaats (village) in de Amerikaanse staat Ohio, en valt bestuurlijk gezien onder Logan County.

## Demografie
Bij de volkstelling in 2000 werd het aantal inwoners vastgesteld op 1619.
In 2006 is het aantal inwoners door het United States Census Bureau geschat op 1534, een daling van 85 (-5.3%).

## Geografie
Volgens het United States Census Bureau beslaat de plaats een oppervlakte van
2,6 km², waarvan 2,4 km² land en 0,2 km² water. Russells Point ligt op ongeveer 308 m boven zeeniveau.

## Plaatsen in de nabije omgeving
De onderstaande figuur toont nabijgelegen plaatsen in een straal van 16 km rond Russells Point.